# Yoga

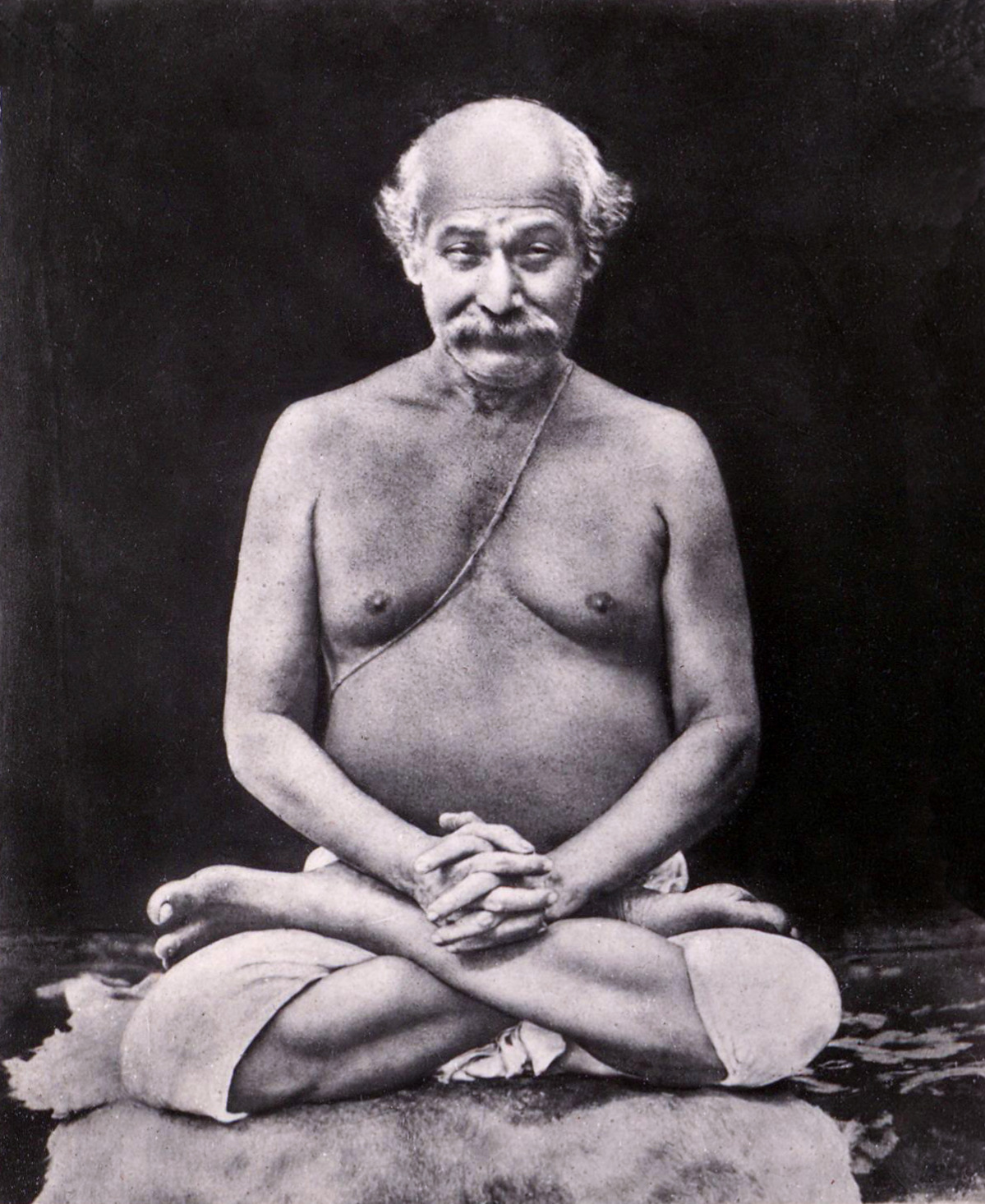
Lahiri Mahasaya (1828-1895) maestro di yoga del XIX secolo. Da notare lo yajñopavītam, il cordoncino composto da tre fili di cotone bianco uniti indossati sopra la spalla sinistra, i quali lo indicano come un brahmano.

Con il sostantivo maschile sanscrito yoga (devanāgarī: योग, adattato anche in ioga) nella terminologia delle religioni originarie dell'India si indicano le pratiche ascetiche e meditative. Non specifico di alcuna particolare tradizione indù, lo yoga è stato principalmente inteso come mezzo di realizzazione e salvezza spirituale, quindi variamente interpretato e disciplinato a seconda della scuola.
Tale termine sanscrito, con significato analogo, viene utilizzato anche in ambito buddhista e giainista. Come termine collegato alle darśana, yoga-darśana (dottrina dello yoga) rappresenta una delle sei darśana, ovvero uno dei "sistemi ortodossi della filosofia religiosa" indù. In epoca molto più recente, si è cercato di diffondere lo Yoga anche nel mondo occidentale.
I praticanti di tale disciplina prendono il nome di yogi.

## Origine e significato del termine
Molti studiosi, tra i quali il rumeno Mircea Eliade (1907 – 1986), storico delle religioni, riferiscono il termine yoga alla radice (devanāgarī:yuj-  (युज्) con il significato di "unire", da cui anche il latino iungere e iugum, il germanico joch, l'inglese yoke (giogo), eccetera. Da questa radice verbale derivano altri termini sanscriti quali: yuj (verbo) con il significato di "unire" o "legare", "aggiogare"; yúj (aggettivo) "aggiogato", "unito a", "trainato da"; yugá (sostantivo) ossia il giogo che si fissa sul collo dei buoi per attaccarli all'aratro.
Il termine yugà si riscontra già nel più antico dei Veda, il Ṛgveda, con il significato di "giogo". Ananda Coomaraswamy (1877 – 1947), storico dell'arte singalese, ricorda in tal senso il brano del Ṛgveda dove viene indicato che l'uomo deve:
(Ṛgveda Saṃhitā, V.46.1, citato in Ananda Kentish Coomaraswamy, Induismo e Buddhismo, Milano, Rusconi, 1973, p. 76)
In tale accezione, il termine è chiaramente adoperato anche nello Śatapatha Brāhmaṇa (X secolo ca. a.e.v.)
Da qui il significato, posteriore, di yoga come insieme di tecniche anche meditative aventi come scopo l'"unione" con la Realtà ultima e tesa ad "aggiogare", "controllare", "governare" i "sensi" (indriya) e i vissuti da parte della coscienza. L'evoluzione appare evidente in questo passo della successiva Kaṭha Upaniṣad:
(Kaṭha Upaniṣad, III.4; citato in Dasgupta 2005, p. 44)
Nella sua accezione religiosa e filosofico religiosa, il termine sanscrito yoga è così reso nelle altre lingue asiatiche:
- in cinese 瑜伽 yúqié,  yújiā;
- in giapponese 瑜伽 yuga;
- in coreano 요가 yoga;
- in vietnamita Du-già;
- in tibetano ཡོ་ག་ sbyor ba;
- in thailandese โยคะ yokha.

### Uso contemporaneo
Nel linguaggio corrente, con "yoga" si intende il più delle volte un variegato insieme di attività che spesso poco hanno a che fare con lo Yoga tradizionale, attività che comprendono ginnastiche del corpo e della respirazione, discipline psicofisiche finalizzate alla meditazione o al rilassamento, tecniche miste che unirebbero lo Yoga con tradizioni lontane, eccetera. Si è dunque assistito a tutto un proliferare di pseudo branche dello Yoga e di maestri proclamatisi tali senza l'appartenenza a un lignaggio:
(Mircea Eliade, in Eliade 2010, p. 21)
In senso ampio, lo Yoga è una via di realizzazione spirituale che si fonda su una sua propria filosofia, un percorso che diviene via via sempre più totalizzante, non un qualcosa al quale ci si può riferire con espressioni come "fare un po' di yoga":
(Surendranath Dasgupta, in Dasgupta 2005, p. 5)

## La dottrina dello Yoga nelle Upaniṣad vediche
Se dunque nei Veda, segnatamente nella Ṛgveda Saṃhitā, termini correlati al termine yoga hanno il compito di suggerire agli uomini di "imbrigliare" i propri sensi, pensieri e vissuti per dedicarli con talento alle attività religiose e spirituali, nelle successive Upaniṣad che tale termine inizia ad avere dei significati più precisi e tecnici.
È nella Kaṭha Upaniṣad, collegata al Kṛṣṇa Yajurveda, che il termine yoga compare per la prima volta. Questa Upaniṣad del periodo medio, databile intorno al V sec. a.e.v., discostandosi dal clima dei grandiosi miti cosmogonici delle Upaniṣad antiche, si apre a speculazioni più specificamente filosofiche e psicologiche, preannunciando elementi che poi saranno sviluppati a fondo nelle successive darśana, le scuole interpretative dell'induismo.
(Kaṭha Upaniṣad, I.2.12, traduzione di Pio Filippani Ronconi, in Upaniṣad antiche e medie, Torino, Boringhieri, 2007, p. 347)
Ovviamente, "Adhyātma" non significa "individuale". L'Adhyātmayoga è la contemplazione dell'Ātman. 
Śvetāśvatara Upaniṣad
Composta fra il IV e il II secolo a.e.v, questa Upaniṣad riveste un posto particolare, in quanto contempla temi che saranno propri del successivo induismo: l'aspetto teistico; la fede come devozione, la bhakti; il concetto di energia divina, la śakti, ossia la potenza creatrice del Dio, il suo aspetto immanente; lo Yoga.
Inizialmente lo Yoga è descritto come disciplina meditativa capace di realizzare la śakti, la potenza stessa divina (deva-ātma-śakti). Nel secondo canto troviamo descrizioni sia di carattere tecnico sia riguardanti i segni che contraddistinguono il percorso dello yogin.
(Śvetāśvatara Upaniṣad, II.9, traduzione di Pio Filippani Ronconi, in Upaniṣad antiche e medie, Torino, Boringhieri, 2007, p. 323)
Vi compaiono dunque precisi accenni al controllo della respirazione, respirazione collegata al prāṇa, il principio vitale inteso come "soffio"; e al dominio dell'attenzione inteso come capacità di non essere distratto, quindi di concentrarsi: elementi questi che ritroveremo entrambi nella successiva sistematizzazione dello Yoga classico. Degna di nota è infine la relazione fra Yoga e immortalità, lo Yoga cioè come disciplina salvifica.
Maitrī Upaniṣad
L'ancora più tarda Maitrī Upaniṣad (o Maitrāyaṇīa Upaniṣad, composta fra II sec. a.e.v. e il II sec. e.v., collegata al Kṛṣṇa Yajurveda) entra ulteriormente nell'aspetto descrittivo:
(Maitrī Upaniṣad, VI.25, traduzione di Pio Filippani Ronconi, in Upaniṣad antiche e medie, Torino, Boringhieri, 2007, p. 409)
In questa Upaniṣad troviamo la più antica suddivisione dello Yoga in aṅga (lett.: "braccia", "membra"): prāṇāyāma (controllo della respirazione); pratyāhāra (ritrazione dei sensi); dhyāna (meditazione); dhāraṇā ("connessione profonda"); tarka ("pensiero", "ragionamento"); samādhi ("concentrazione").
(Maitrī Upaniṣad, VI.18, traduzione di Pio Filippani Ronconi, in Upaniṣad antiche e medie, Torino, Boringhieri, 2007, pp. 405-406)
Si tratta quindi di una suddivisione in sei membra, che rispetto a quella classica degli Yoga Sūtra manca delle norme di carattere generale e morale (le osservanze e le restrizioni: yama e niyama), e dove il ragionamento prende il posto della posizione (āsana). Tarka è da intendersi come la riflessione ragionata sugli argomenti delle scritture, dei Veda. Ciò testimonierebbe, secondo questa Upaniṣad, che in questo stadio lo Yoga era principalmente una disciplina di carattere speculativo.

## Le vie dello Yoga nellaBhagavadgītā
(Kṛṣṇa: Bhagavadgītā, op. cit, IV.3)
I 18 canti estratti dal Bhīṣma Parva, sesto libro del vasto poema epico Mahābhārata, noti come "Il canto del Divino", costituiscono un poemetto a parte per la decisiva importanza storica e dottrinale che essi rivestiranno nell'Induismo ortodosso. Di datazione incerta, ma comunque non successiva al III-II secolo a.e.v. nella loro stesura finale, salvo ritocchi posteriori, la Bhagavadgītā è incentrata sul dialogo fra il principe Arjuna e il dio Kṛṣṇa, ottavo avatāra di Visnù. Il confronto, sempre in sospeso fra toni ieratici e punte di alto lirismo, è ambientato in un campo di guerra, là dove Arjuna si ritrova a dover fronteggiare in battaglia i suoi stessi familiari. L'angoscia del combattimento e il dilemma morale lo assalgono costringendolo a fermarsi. È qui che Kṛṣṇa, sul carro di Arjuna in veste di auriga, risponde ai suoi dubbi, gli espone le vie della realizzazione, e a lui si manifesta come Dio.
Nella Gītā il termine yoga compare spesso, ma quasi sempre non inteso nel senso di tecnica psicofisica o visione filosofico-religiosa compiuta come in seguito sarà, bensì come condotta di vita, via o percorso verso il divino e quindi verso la liberazione. La molteplicità di questi cammini che Kṛṣṇa presenta ad Arjuna costituisce l'insieme delle vie dello Yoga così come in quest'opera esposte. Fra queste rivestono maggior importanza: il Karma Yoga, la via dell'azione sacralizzata; il Jñāna Yoga, la via della conoscenza spirituale; il Bhakti Yoga, la via dell'abbandono devozionale a Dio; il Dhyāna Yoga, la via della meditazione. Al di là delle particolarità che contraddistinguono i singoli percorsi, lo Yoga esposto in quest'opera è chiaramente teistico, e si presenta come il risultato di una vasto intento sintetico, nel quale ogni via di salvezza è considerata efficace se percorsa nel principio validante della fede.
Karma Yoga
Il termine karma è generalmente tradotto con "azione", e nelle tradizioni dell'induismo è connesso alla dottrina del ciclo delle rinascite, il saṃsāra, tramite quella legge nota appunto come "legge del karma", in base alla quale ogni azione dell'individuo senziente può essere causa di conseguenze che vincolano il suo corpo trasmigrante a tornare in vita dopo la morte del corpo fisico. Si è qui di fronte a una teoria fondamentale in tutte le tradizioni religiose non solo dell'induismo, ma anche del buddhismo, del giainismo e del sikhismo. La liberazione, il mokṣa, da questo ciclo delle reincarnazioni è il fine ultimo di queste tradizioni, perché tornare in vita non è che ritornare nelle sofferenze della vita. Il problema che la Bhagavadgītā si trova a dover affrontare è in fondo il dilemma fondamentale di ogni essere umano: come conciliare il proprio agire quotidiano con la legge morale. E Arjuna si trova in una situazione limite, ben più ardua di quella dell'individuo comune: è a capo di un esercito e dall'altra parte egli vede schierati i suoi stessi consanguinei.
Kṛṣṇa espone ad Arjuna la dottrina del Karma Yoga, che a un primo livello di comprensione è letta come la via dell'azione disinteressata, il distaccamento cioè dai frutti dell'azione stessa e l'adesione al proprio dovere sociale (svadharma) in quanto tale e non come strumento per raggiungere, o evitare, questo o quell'obiettivo, o ostacolo. Più in profondità il Karma Yoga pospone la via dell'ascetismo alla via dell'impegno sociale, reinterpretando quest'ultimo in un'ottica sacralizzata:
(Bhagavadgītā, op. cit, III.7-9)
L'agire disinteressatamente, in accordo col proprio ruolo sociale diventa quindi atto sacrificale col quale l'uomo rende a Dio ciò che Dio ha creato:
(Bhagavadgītā, op. cit, III.16)
Il «trionfo» della Bhagavadgītā, usando un'espressione di Mircea Eliade, è in questo suo dare la possibilità di rendere sacra ogni azione profana vivendola come atto rituale, gesto sacro offerto a Dio, foss'anche un atto "immorale" come quello di Arjuna. Dissolvendo così nel sacrificio il frutto dell'azione, l'individuo non "genera nuovo karma", si svincola dal ciclo delle rinascite e può finalmente aspirare alla liberazione.
Bhakti Yoga
La bhakti è la devozione verso una divinità personale, il Signore (Bhagavān), o anche verso il proprio maestro spirituale, attualmente espressa in varie tradizioni religiose dell'induismo come adorazione, trasporto emotivo intenso e resa totale. La bhakti così intesa è propria dei cosiddetti "movimenti devozionali", affermatisi verso il VII secolo nell'India del Sud e poi estesisi altrove, ma già presenti nel periodo in cui la Gītā veniva composta. Nella Gītā compare inoltre per la prima volta la concezione che il Signore possa ricambiare l'affetto del devoto, essergli amico e anche di più.
Il Bhakti Yoga è dunque la via della devozione, la via che scegliendo l'adorazione e l'abbandono nel Signore, conduce così alla liberazione. E, cosa notevole, la Gīta estende ora questa possibilità agli individui delle caste basse e alle donne, tradizionalmente esclusi dal mondo brahmanico:
(Bhagavadgītā, op. cit, IX.32)
Jñāna Yoga
Jñāna è la conoscenza metafisica, la conoscenza dell'Assoluto, del Brahman cioè:
(Bhagavadgītā, op. cit, IV.35)
Nel quarto canto della Gītā la via della conoscenza è intesa come una forma di sacrificio (IV.32), quella più alta fra le altre forme di sacrificio (IV.33), identificata con la conoscenza dei Veda (IV.34).
Dhyāna Yoga
Il sostantivo neutro dhyāna è usualmente reso con "meditazione", "attenzione", "riflessione", "contemplazione". Il sesto canto della Gītā si occupa, tra altro, dell'aspetto contemplativo dello Yoga, e più che fare riferimento al settimo stadio della suddivisione degli Yoga Sūtra, detto appunto "Dhyāna", in realtà verte sull'insieme delle ultime tre suddivisioni, il saṃyama ("dominio dello spirito"). I versetti dal 10 al 14 descrivono tecnicamente come il praticante deve operare, e troviamo qui abbozzati ma precisi elementi che faranno parte dello Yoga classico: osservanza della castità; una posizione stabile in cui meditare; concentrazione su un unico punto (ekāgra); animo pacificato; mente disciplinata. Questa pratica conduce all'unione fra l'essenza individuale e quella universale, donando una felicità che non è dei sensi:
(Bhagavadgītā, op. cit., VI.20-21)
La "sospensione del pensiero" (cittam niruddham) qui evidenziata è del tutto equivalente alla definizione che si dà negli Yoga Sūtra (citta vṛtti nirodhaḥ).

## Lo Yoga classico nelloYogasūtradi Patañjali
La prima grande opera indiana che descrive e sistema le tecniche dello Yoga è lo Yoga Sūtra ("Aforismi sullo Yoga"), redatto da Patañjali, vissuto fra il II sec. a.e.v. e il V sec. e.v., che raccoglie 196 sūtra. A lui va il merito di aver interpretato lo Yoga quale dottrina soteriologica e soprattutto filosofica da tradizione mistica che era.
Lo Yogasūtra è suddiviso in quattro sezioni dette pāda, che sono: Samādhi Pāda (la "congiunzione"); Sādhana Pāda (la "realizzazione"); Vibhūti Pāda (i "poteri"); Kaivalya Pāda (la "separazione"). Nel primo pāda viene introdotto e illustrato lo Yoga come mezzo per il raggiungimento del samādhi, lo stato di beatitudine nel quale, sperimentando una differente consapevolezza delle cose, si consegue la liberazione (mokṣa) dal "ciclo delle rinascite" (il saṃsāra). Nel secondo è esposto l'Aṣṭāṅga Yoga ("Le otto membra dello Yoga", noto anche come Raja Yoga, lo "Yoga regale"). Nel terzo Patañjali prosegue descrivendo le ultime tre fasi del percorso yogico; vengono altresì esposti i "poteri sovraumani" (vibhūti) che è possibile conseguire con una pratica corretta dello yoga. Nell'ultimo pāda il filosofo dà una veste filosofica alla disciplina finora presentata rifacendosi alla dottrina del Sāṃkhya: il samādhi consente finalmente di riconoscere la "separazione" (kaivalya) fra spirito (puruṣa) e materia (prakṛti).

Kaivalya, puruṣa e prakṛti, insieme ad altri, sono termini del pensiero del Sāṃkhya, scuola sistematizzata dal filosofo indiano Īśvarakṛṣṇa intorno al IV secolo e.v., ma di origini ben anteriori. Patañjali adotta il Sāṃkhya e su di esso fonda il suo Yoga, coniugando così due fra le tradizioni più antiche del mondo indiano, quella filosofica del Sāṃkhya e quella mistica dello Yoga. Così sintetizza il suo contributo lo storico delle religioni rumeno Mircea Eliade:
(Mircea Eliade; in Eliade 2010, p. 47)
Di opinione differente è il filosofo indiano Surendranath Dasgupta, il quale ipotizza un'origine comune per entrambi i sistemi in quello che è stato definito il "proto-Sāṃkhya", il Sāṃkhya delle origini, del quale però poco o nulla si conosce non esistendo alcun testo coevo. Egli però non nega a Patañjali di aver operato una notevole sintesi delle tradizioni dello Yoga e del Sāṃkhya, sia che fossero tradizioni distinte, sia che avessero origini comuni. Di opinione simile sono anche i commentatori dell'epoca.
Il Sāṃkhya postula l'esistenza di due princìpi eterni e inconciliabili: il puruṣa, il "veggente", puro spirito frammentato in infinite monadi, testimone inattivo dell'incessante evoluzione della prakṛti, il secondo principio: la "natura naturante", la materia concepita come ente da cui deriva per differenziazioni successive ogni aspetto della realtà fisica, materiale e mentale. Sebbene distinti, tra tali due princìpi si esercita normalmente un'influenza che è causa sia dell'evoluzione del cosmo sia della sofferenza umana. Da un lato abbiamo il puruṣa, che non possedendo la facoltà di agire si lascia illudere dalla prakṛti attribuendosi un dinamismo che gli è alieno; dall'altro lato c'è la prakṛti, che nel suo prodotto più evoluto, cioè il citta (la coscienza), si erge illudendosi d'essere altro dalla materia stessa.

La confusione originata da tale ignoranza condanna il cosiddetto "io trasmigrante" a reincarnarsi dopo la morte del "corpo grossolano" che lo accoglieva: è il saṃsāra: l'evoluzione della materia prosegue e così anche la vita intesa in senso lato. E tornare a vivere è ricadere nella sofferenza.
La liberazione da questo ciclo è possibile, secondo il Sāṃkhya e lo Yoga di Patañjali, soltanto riconoscendo gli aspetti autentici del puruṣa e della prakṛti e quindi il loro stato di effettiva "separazione", il kaivalya. Il soggetto che può operare tale distinzione non può certo essere il puruṣa, ma la prakṛti stessa nella sua forma più complessa, la coscienza, il citta. Il citta, l'insieme delle funzioni mentali consce e inconsce, deve liberarsi da tutto ciò che la oscura e la agita, da quei "movimenti" che Patañjali chiama "vortici" (vṛtti). E questo altro non è se non il fine dello Yoga:
(Yoga Sūtra, I.2; citato in Iyengar 2010, p. 65)
Resa quieta la coscienza, questa può finalmente riconoscere lo spirito quale testimone non vincolato, libero, inattivo e trascendente. Quando ogni essere senziente si sarà così liberato, la prakṛti si riassorbirà in sé stessa e tutto tornerà nello stato primordiale.

### Gli otto stadi del Rāja Yoga
(Vyāsa, Yogabhāṣya, commento a Yoga Sūtra, III.6; citato in Iyengar 2010, p. 185)

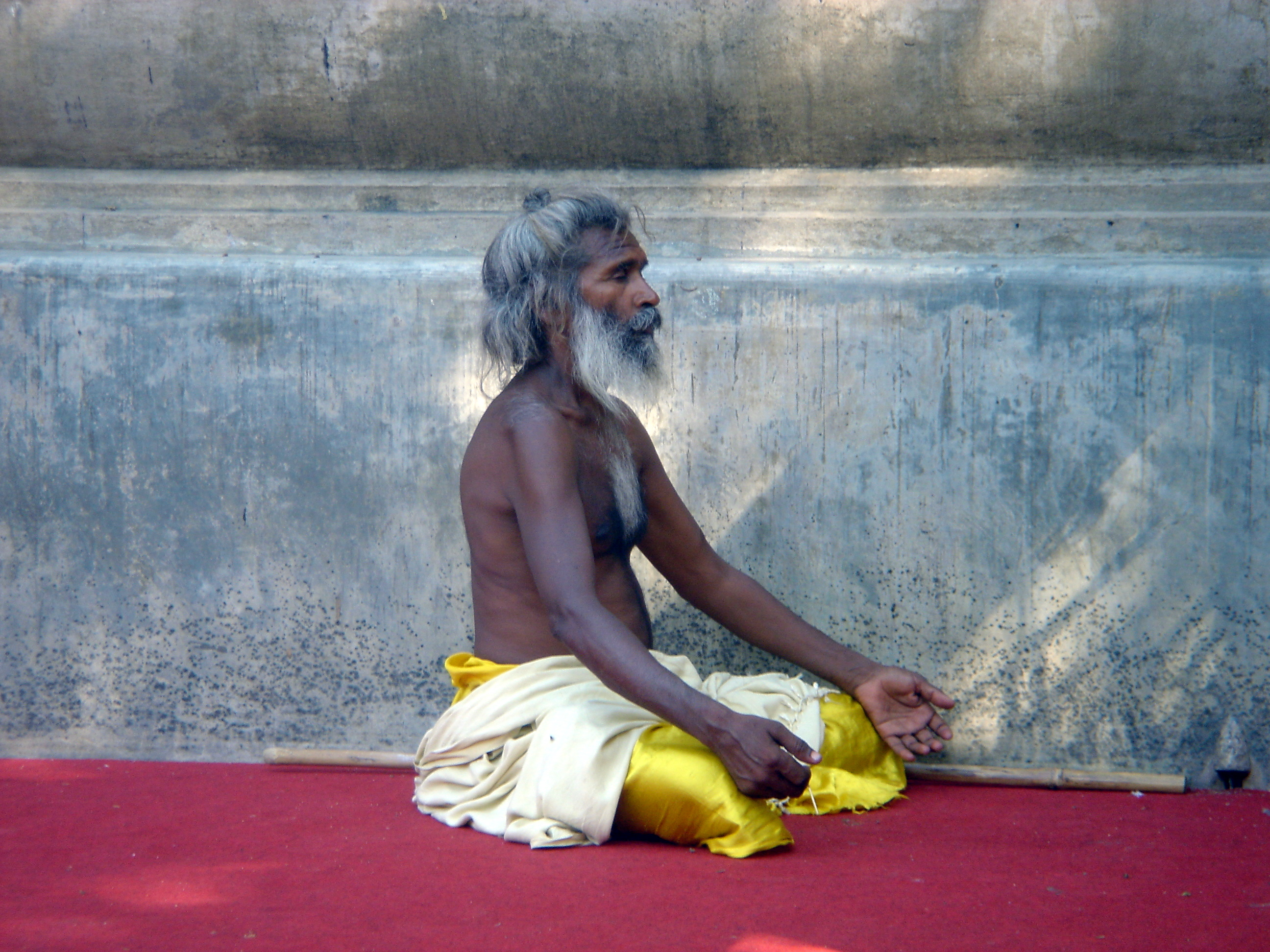
Uno yogin mentre pratica il dhyāna, la meditazione yogica.

Gli stadi in cui Patañjali suddivide il percorso yogico sono otto. I primi due, yama e niyama, rispettivamente le "astensioni" e le "osservanze", sono da intendersi come norme di carattere generale, indispensabili codici morali da adottare quotidianamente per chi voglia intraprendere il percorso (sādhana).
Tali otto stadi sono:
1. Yama: astinenze; astensioni; freni; proibizioni; regole di comportamento. Queste sono:
  - Ahimsa: non violenza; pacifismo;
  - Satya: sincerità; genuinità;
  - Asteya: non rubare; temperanza;
  - Brahmācarya: continenza; castità; letteralmente vuol significare "seguace del Brahman" con riferimento al primo degli stadi della vita di un hindu che segue il percorso canonico di realizzazione spirituale;
  - Aparigraha: non avidità; moderazione; rinuncia;
2. Niyama: osservanze; discipline. Queste sono:
  - Śauca: pulizia; purezza;
  - Saṅtoṣa: appagamento; contentezza; soddisfazione;
  - Tapas: autodisciplina; fervore mistico; ardore; ascetismo; il significato etimologico del termine tapas è "calore", e in senso figurato sta a indicare l'austerità religiosa;[58]
  - Svādhyāya: studio (delle scritture sacre, cioè la recitazione dei Veda;[51]); applicazione;
  - Īśvara praṇidhāna: abbandono al Signore. Il Signore non è un Dio creatore né un Dio giudice o dispensatore di grazia, ma piuttosto un essere supremo, un modello cui lo yogin può ispirarsi;[59] sarà soltanto successivamente, con il diffondersi delle correnti devozionali, che la figura di Dio nello Yoga classico assumerà un ruolo più decisivo, all'insegna della devozione emotiva, la bhakti;[60]
3. Āsana: posizione fisica; postura. Patañjali menziona il termine in un solo sūtra, parlando genericamente di una qualsiasi posizione che risulti stabile e comoda;
4. Prāṇāyāma: controllo della respirazione e del flusso vitale. Il termine è composto da prāṇa e āyāma, che sta per "allungamento", "espansione", mentre il primo è generalmente reso con "respiro vitale";[61]
5. Pratyāhāra: ritrazione dei sensi dagli oggetti; astrazione dal mondo; isolamento sensoriale. Si passa da uno stadio in cui le funzioni sensoriali sono dominate dai rispettivi oggetti dei sensi, a uno stadio in cui i sensi ne sono affrancati per permettere una conoscenza altra, quella che deriva dalla propria coscienza (citta);[62]
6. Dhāraṇā: concentrazione. La "concentrazione" è definita come «fissare la coscienza (citta) su qualcosa»;[63]
7. Dhyāna: meditazione; contemplazione profonda. Non si tratta qui della meditazione comunemente intesa, né di una forma di rimuginazione interiore: il dhyāna è contraddistinto da uno stato di coerente lucidità;[60]
8. Samādhi: congiunzione con l'oggetto della meditazione; assorbimento della coscienza nel sé; enstasi. Patañjali così definisce il samādhi:

(Yoga Sūtra, III.3; citato in Iyengar 2010, p. 181)
Il filosofo distingue due momenti prima del compimento del percorso esposto:
- Samprajñāta samādhi: samādhi con sostegno; samādhi consapevole. Il termine, samprajñāta vuol letteralmente significare "con oggetto della consapevolezza". Tale samādhi è caratterizzato da quattro componenti: assorbimento nel pensiero analitico (vitarka), assorbimento nel pensiero sintetico (vicāra), sperimentazione della beatitudine (ānanda), coscienza dell'unità con sé stesso (asmitā);
- Asamprajñāta samādhi: samādhi senza sostegno; samādhi non cosciente. Il termine non è invero usato da Patañjali ma dai suoi commentatori: il filosofo lo definisce soltanto come un "andare verso la quiete" (virāma paratyaya), nel senso che le funzioni psicomentali, ancora attive nel samprajñāta samādhi, adesso sono in via di dissoluzione;

Quando anche queste funzioni hanno terminato di esercitare del tutto la loro influenza, si è nel:
- Nirbīja samādhi: samādhi senza seme. Tale stadio è quello finale, il samādhi propriamente inteso, nel quale è abbandonata anche quella forma di percezione differente che lo yogin ha sperimentato precedentemente, iniziata col pratyāhāra e proseguita fino alle forme compiute di samādhi consapevoli, dette sabīja samādhi, cioè samādhi "con seme".

(Gavin Flood; in Flood 2006, p. 132)
Raggiunto il nirbīja samādhi l'individuo ha finalmente liberato il suo puruṣa dall'influenza della materia rendendogli la propria condizione originale; il suo corpo trasmigrante si è del pari riconosciuto per quel che è reintegrandosi nella prakṛti: è la condizione del "liberato in vita" (il jīvanmukta), una situazione paradossale. Pur vivo, egli ha abbandonato il ciclo delle rinascite (il saṃsāra); pur continuando a esistere nel tempo, egli è fuori dal tempo; pur possedendo un corpo, la propria coscienza (il citta) è ora assimilabile al puruṣa, il testimone delle evoluzioni del materiale e del mentale: egli "si vede". Soggetto e oggetto al contempo, il liberato in vita vive in uno stato di "sovracoscienza", uno stato di estrema, impassibile lucidità.

## Le Upaniṣad posteriori e lo Yoga secondo Patanjali

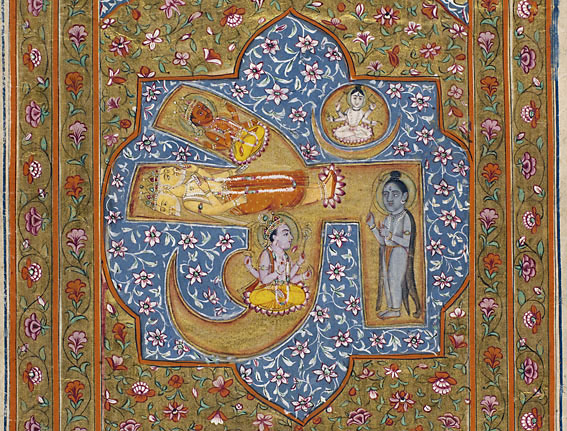
Illustrazione tratta da un manoscritto del Mahābhārata, 1795. Il disegno mostra le divinità principali dell'Induismo raffigurate all'interno del monosillabo OṂ, l'invocazione sacra già menzionata nelle Upaniṣad vediche. Nella ben successiva Dhyānabindu Upaniṣad è esposta una pratica meditativa basata sulla contemplazione dell'OṂ.

Successivo alla Maitrī Upaniṣad e di poco anteriori agli Yogasūtra è un gruppo di Upaniṣad nelle quali troviamo riferimenti e descrizioni più o meno precisi che riguardano elementi caratteristici dello Yoga: sono le Upaniṣad Saṃnyāsa, spesso scritte in prosa.
Ben posteriore è invece un altro gruppo di Upaniṣad, le Upaniṣad Yoga, databili fra il XIV e il XV secolo, in versi.
Le prime, le Upaniṣad Saṃnyāsa, espongono teorie approssimative che esaltano la vita ascetica e devozionale: il saṃnyāsa è il rinunciante, colui che abbandona la vita sociale e i propri beni per dedicarsi alla conoscenza spirituale. Fra queste Upaniṣad citiamo la Jābāla Upaniṣad, la Saṃnyāsa Upaniṣad, la Brahma Upaniṣad e la Paramahaṃsa Upaniṣad. In quest'ultima è presentata come meta del percorso spirituale, l'unione fra l'essenza ultima individuale (il jīvātman) e quella suprema (il Paramātman), terminologia più prossima alle scuole del Vedānta che a quella del Sāṃkhya.
Nel gruppo delle Upaniṣad Yoga meritano maggior attenzione la Yogatattva Upaniṣad, la Dhyānabindu Upaniṣad e la Nādabindu Upaniṣad. In queste compaiono molti dei termini e dei concetti che sono dello Haṭha Yoga, pur risentendo degli influssi del Vedānta.
Nella Yogatattva Upaniṣad abbiamo una teoria del prāṇāyāma, il controllo della respirazione e del flusso vitale (il prāṇa), con descrizioni tecniche sulla durata delle fasi respiratorie e sulla purificazione delle nāḍī. Il pratyāhāra, cioè la ritrazione dei sensi dagli oggetti, è associato alla fase di sospensione del ciclo respiratorio. Il samādhi, lo stato di congiunzione finale del percorso yogico inteso come mezzo salvifico, è la realizzazione dell'unione fra jīvātman e Paramātman.
Un accento particolare in questa Upaniṣad è posto sulle siddhi (o vibhūti), le "perfezioni", cioè i poteri extra-normali, quelle facoltà straordinarie che la pratica dello Yoga concederebbe: la chiaroveggenza; l'invisibilità del corpo; la capacità di trasformare metalli in oro; la capacità di volare; l'immortalità; eccetera. Vi compare quindi descritta una fisiologia del corpo yogico che suddivide in cinque il corpo grossolano facendo corrispondere ogni parte a uno dei cinque elementi cosmici, a uno yantra, e a un bījamantra. Infine la Yogatattva Upaniṣad enumera una serie di āsana, le posture da assumere durante la pratica.
La Dhyānabindu Upaniṣad è caratterizzata da elementi tipicamente tantrici, quali l'emancipazione dagli obblighi morali e sociali; il carattere pratico della conoscenza; una vena antidevozionale, dove le divinità sono simbolicamente rappresentate in varie forme. Il caso più evidente è la contemplazione del Brahman quale bījamantra OṂ. Il prāṇāyāma, nei suoi tre momenti di inspirazione, sospensione ed espansione, simboleggia l'adorazione di Brahmā, Visnù e Rudra rispettivamente. Queste tecniche, insieme ad altre, costituiscono il Dhyāna Yoga, così come in questa Upaniṣad presentato. Vi si trova infine anche un accenno al "risveglio" di Parameśvarī, la Signora Suprema, con riferimento quindi a Kuṇḍalinī.
Di carattere simile è la Nādabindu Upaniṣad, nella quale è interessante evidenziare l'attenzione che viene rivolta ai fenomeni auditivi che si producono durante la pratica, suoni simbolici che costituiscono una misura del progresso nel percorso yogico.
(Citato in Nada-Bindu Upanishad, traduzione di K. Narayanasvami Aiyar.)
Nāda vuole infatti dire "suono", e la teoria si basa sulla convinzione che una delle manifestazioni dell'Assoluto è quella in forma fonica. I suoni udibili sono distinti in tre livelli: nel primo si può udire il suono di un tuono, oppure di una cascata, oppure delle onde oceaniche; nel secondo il suono di un tamburo o di una campana; nel terzo di una piccola campana, oppure di un flauto o anche del ronzio di un'ape. Lo yogin deve superare tali livelli usando quei suoni per fermare il divagare della propria coscienza (citta), a somiglianza di un serpente che viene immobilizzato dall'ascolto di musiche opportune. Quando egli non udirà più alcun suono, allora avrà raggiunto la liberazione (mukti).

## Lo Yoga nelle tradizioni tantriche

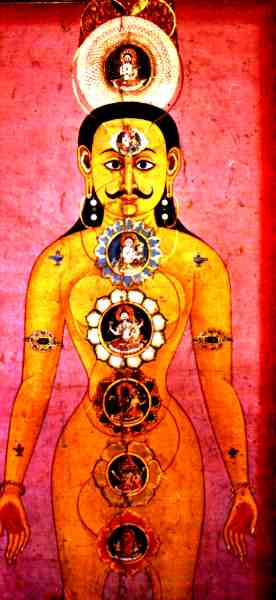
Raffigurazione del corpo umano con raffigurati sette cakra e le tre nāḍī principali; dipinto nepalese del XVIII secolo. Sono rappresentate, dipinte nei cakra, le divinità che li presiedono.

Con l'espressione "Yoga tantrico" ci si vuol oggi generalmente riferire a una non ben precisata classe che comprende differenti forme di Yoga o presunte tali, sia tradizionali sia rivisitate in chiave moderna, che si allontanano dallo Yoga classico di Patañjali e dei suoi commentatori. In realtà non esiste uno "Yoga tantrico" come disciplina o pensiero a sé stante nelle tradizioni indù, come del resto non esiste un fenomeno "tantrico" indipendente in quel vasto e complesso insieme di tradizioni religiose caratteristiche del mondo panindiano.
Si ricorda infatti che il termine "tantrismo", come anche l'aggettivo "tantrico", oggi entrambi ben noti e diffusi, sono di uso relativamente recente: sconosciuti nel sanscrito, sono stati introdotti da studiosi occidentali nel XIX secolo con l'intento di riferirsi a certe pratiche e credenze religiose che apparivano estranee e distinte da ciò che allora si conosceva delle religioni dell'India. Questo insieme di pratiche e credenze faceva spesso riferimento a testi definiti Tantra, testi sia in sanscrito che in lingue vernacolari: da qui i termini oggi adoperati.
Ogni testo dei Tantra è suddiviso, o dovrebbe teoricamente essere suddiviso in quattro parti dette pāda, che riguardano gli aspetti principali della vita del tāntrika (l'adepto di una tradizione): la dottrina (jñāna), il rituale (kriyā), il comportamento (caryā) e infine lo yoga, la pratica, ovvero i mezzi per ottenere la liberazione.
Haṭha Yoga, Kuṇḍalinī Yoga, Laya Yoga e Mantra Yoga sono branche considerate essere Yoga tantrico, ma sotto questo nome vengono annoverate anche forme di Yoga di recente invenzione, in Occidente come anche in India, che spesso non sono esattamente riconducibili a una tradizione.
Mentre lo Haṭha Yoga è riferibile a un fondatore, Gorakhnāth (XII sec.), a un ordine tuttora esistente (i Kānpaṭha), e a più di un testo, lo stesso non si può dire del Kuṇḍalinī Yoga, termine anch'esso di uso non tradizionale, tant'è che alcuni studiosi lo identificano con lo Haṭha Yoga. Chiaramente qui con Haṭha Yoga ci si riferisce allo Haṭha Yoga tradizionale, non quello moderno, versione reinterpretata di elementi tradizionali.
È dunque importante individuare e comprendere quali siano quegli elementi caratteristici delle forme di Yoga che possono definirsi tantriche. In primo luogo si osserva che il seguace di una tradizione tantrica, il tāntrika, è consapevole di vivere in un mondo che ai suoi occhi si configura come un campo di "energie sovrannaturali", potenze divine che animano il mondo e il suo corpo stesso.
Quando qui si parla di "corpo", non si deve intendere soltanto il corpo fisico, quello accessibile ai sensi, il "corpo grossolano", ma anche e soprattutto il cosiddetto "corpo sottile", una struttura immateriale, un complesso somatico inaccessibile ai sensi che l'adepto crea seguendo culti visionari e pratiche somatopsichiche, fondamentali in ogni forma di Yoga tantrico:
(André Padoux, in Padoux 2011, p. 96)
Sul termine "corpo sottile", ormai di uso comune, va precisato, come fa notare l'indologo francese André Padoux, che si tratta di un termine improprio, perché è la traduzione letterale di sukṣmaśarīra, termine che si riferisce invece al corpo trasmigrante: il "corpo sottile" sarebbe invero quello che sopravvivendo alla morte è destinato a reincarnarsi (se non c'è stata liberazione). Padoux utilizza pertanto il termine "corpo yogico"; Gavin Flood utilizza il termine "corpo tantrico".
Le potenze divine che "vivono" nel mondo sono considerate essere espressioni di un'unica potenza, o energia, la śakti. In termini generici si può definire la śakti come quell'aspetto dell'Assoluto che operando nel mondo, è fonte di ogni trasformazione, creazione e dissoluzione. Nel corpo è ritenuta presente una forma di tale energia che di norma è in uno stato potenziale, quiescente: il termine adoperato nella letteratura tradizionale in sanscrito è kuṇḍalinī, traducibile con "arrotolata". Kuṇḍalinī-śakti è l'energia potenziale divina che "abita" il corpo umano.
(Śiva Saṃhitā, 5.75-76; citato in Alain Daniélou, Śiva e Dioniso, traduzione di Augusto Menzio, Ubaldini Editore, 1980, p. 131)
Gli organi principali del corpo sottile sono: i "canali", o "arterie" (nāḍī), fra i quali hanno maggior importanza la nāḍī centrale, la suṣumnā, e le due laterali, iḍā e piṅgalā; i "centri", o "ruote" (cakra); i "punti" (bindu); il soffio vitale (vāyu). Va precisato che non esiste una fisiologia univoca per il corpo yogico: il numero, le caratteristiche e le funzioni dei suoi componenti variano con la tradizione e i testi.
Sebbene il corpo yogico e il ruolo che la kuṇḍalinī vi svolge sono sempre presenti nell'interpretazione metafisica della pratica yogica, quest'ultima può anche contemplare vie che non chiamano direttamente in causa né gli elementi del corpo né la kuṇḍalinī stessa. È per esempio il caso dello śaktipāta, la discesa della grazia divina che può egualmente condurre alla liberazione.
Un altro aspetto dello Yoga tantrico che occorre mettere in evidenza riguarda proprio il fine, che non sempre coincide con la salvezza spirituale intesa come liberazione dal ciclo delle rinascite, quanto più volentieri con l'acquisizione di effetti benefici sul corpo e soprattutto con l'ottenimento dei poteri sovrannaturali, le siddhi, o vibhūti, già descritte anche da Patañjali nel terzo pāda degli Yoga Sūtra.
Connessa con la concezione di un mondo pervaso dalla śakti è l'altra, egualmente importante fra le caratteristiche dello Yoga tantrico, del corpo come microcosmo. Tale visione non è certo nuova, comparendo già nelle Saṃhitā dei Veda e nelle successive Upaniṣad. Ciò che però adesso assume un aspetto differente è proprio la considerazione che del corpo si ha, nonché la sua funzione come strumento stesso per la liberazione: Così il filosofo indiano Abhinavagupta (X – XI) nella sua opera principale, sistematizzazione delle tradizioni tantriche non dualiste:
(Abhinavagupta, Tantrāloka, XII.6-7; in Luce delle scritture (Tantraloka), a cura di Raniero Gnoli, UTET, edizione elettronica De Agostini, 2013.)

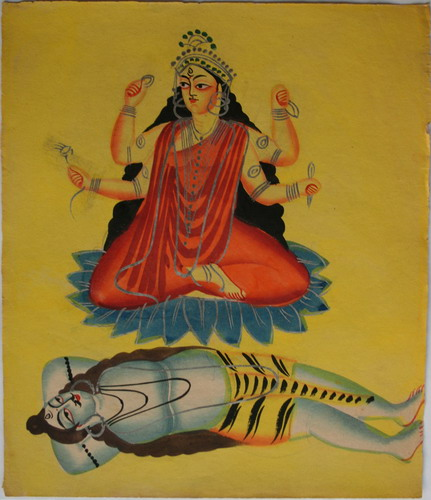
La dea Raja Rajeśvari, assimilata a Tripurasundarī, Dea venerata nella tradizione tantrica śakta dello Śrīvidyā, è qui raffigurata su Śiva immobile. È la rappresentazione dei due poli dell'Assoluto: l'attività e la passività, lo Śiva-Śakti, l'unione meta dello Yoga tantrico.

Se il corpo è in qualche modo il cosmo stesso, allora tramite il corpo e nel corpo si può replicare il cosmo come funzione, e la via verso la liberazione diventa quindi il "cammino" stesso dell'emanazione dell'universo ripercorso all'incontrario. Le tradizioni tantriche, indipendentemente da quale divinità abbiano eletto come personificazione dell'Assoluto, sono essenzialmente moniste: la Realtà Assoluta è unica e onnipervadente, il mondo non è che un'emanazione dell'Assoluto. Nelle tradizioni tantriche che fanno capo allo shivaismo del Kashmir, l'Assoluto è il Supremo Śiva, Paramaśiva, la cui prima manifestazione nell'emanazione è la Sua polarizzazione come coppia Śiva-Śakti: Coscienza e Energia; luce e riflesso; passività e attività. Il tempo, lo spazio, la molteplicità, la causalità, eccetera, fino agli elementi costituitivi, grossolani e sottili (cioè accessibili ai sensi o meno), seguono dal progressivo "discendere" dell'Assoluto che si fa universo. Ripercorrere questo cammino sino a far ricongiungere l'Energia col suo Possessore, vuol dire tornare nell'unità originaria; vuol dire trarsi fuori dal mondo fenomenico, dal tempo come dallo spazio; vuol dire liberarsi dal ciclo delle rinascite che inevitabilmente riporterebbe nel mondo della differenziazione.
(Mālinīvijaya Tantra, IV.3; citato in Abhinavagupta, Tantrāloka, XII.6-7; in Luce delle scritture (Tantraloka), a cura di Raniero Gnoli, UTET, edizione elettronica De Agostini, 2013.)
È questo il senso già espresso sinteticamente in precedenza da Vasugupta (VIII – IX sec.) negli Śivasūtra:
(Vasugupta, Śivasūtra, III.25; in Gli aforismi di Śiva, con il commento di Kṣemarāja, a cura e traduzione di Raffaele Torella, Mimesis, 1999.)
Nell'interpretazione filosofico-religiosa della liberazione lo Yoga tantrico si distingue quindi nettamente dallo Yoga classico, il quale si rifà alla filosofia del Sāṃkhya, essendo quest'ultimo dualista oltre che ateista.
Kuṇḍalinī-śakti che da arrotolota si drizza; risale lungo la suṣumnā; attraversa e attiva i cakra, simboli e sedi delle funzioni cosmico-divine nel corpo umano; raggiunge l'ultimo cakra e infine si unisce a Śiva: questo il percorso che, variamente interpretato e attuato, esplicito o implicito, lo Yoga tantrico propone.
Fra gli aspetti importanti dello Yoga tantrico non si può tralasciare di evidenziare il ruolo del maestro spirituale che segue l'adepto nel suo percorso di realizzazione: il guru. È il guru che accetta il discepolo e lo inizia alla setta; è il guru che "personalizza" il percorso del discepolo (il sādhana) e lo guida; è il guru che può a sua discrezione anche liberare il discepolo intervenendo, per così dire, dall'esterno. La figura del guru è indispensabile in ogni forma di Yoga tradizionale, ma nelle tradizioni tantriche costui acquista un ruolo che assurge, per forza di cose, al divino.
Haṭha Yoga

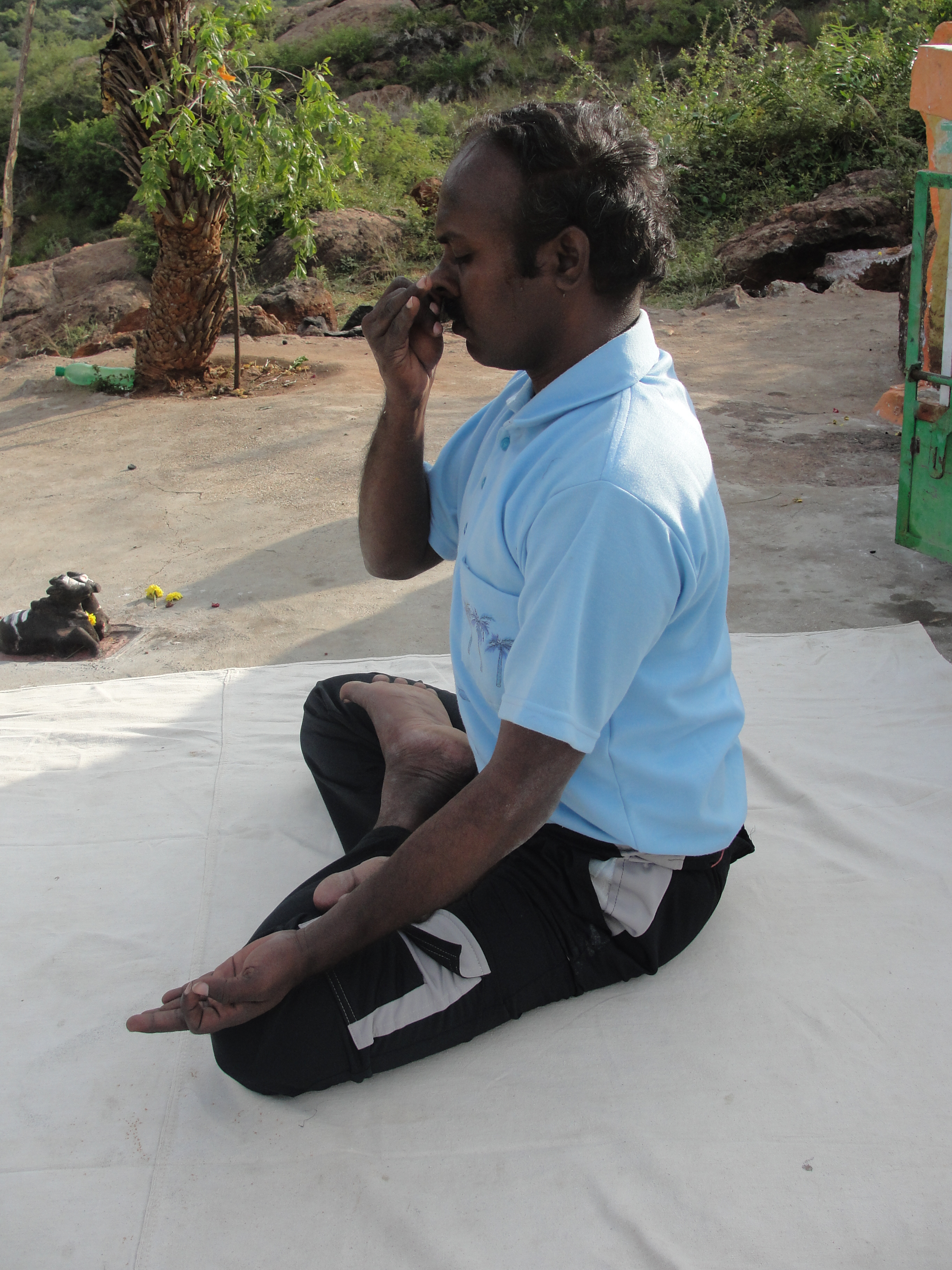
Pratica del nāḍīśodhana, la purificazione dei canali energetici del corpo sottile mediante il controllo forzato della respirazione nasale.

Haṭha è traducibile con "forza", "violenza", "ostinazione"; Haṭha Yoga è dunque lo "Yoga della forza", o "Yoga rinforzante", con riferimento al fatto che tale disciplina mira a dare un corpo fisicamente in forma e in buona salute, e ciò allo scopo di poter affrontare più adeguatamente la meditazione. Il fine ultimo resta dunque sempre quello della realizzazione, cioè della liberazione in vita.
Fondatore dello Haṭha Yoga è ritenuto essere Gorakhnāth, vissuto intorno al XII secolo, esponente della setta śaiva dei Nātha, o forse dell'ordine ascetico dei Kānphaṭa di cui è comunque ritenuto il fondatore, personaggio di cui sono note molte leggende ma quasi nulla di storicamente accertato.
I testi principali dello Haṭha Yoga sono: la Haṭhayoga Pradīpikā, del XV secolo; la Gheraṇḍa Saṃhitā, che in parte si rifà al precedente; e la più tarda Śiva Saṃhitā, con contenuti filosofici maggiormente elaborati e che risentono della scuola del Vedānta.
L'attenzione principale di questi testi è rivolta a:
- Purificazioni preliminari (le śodhana, o anche dhauti): riguardano sia il corpo grossolano sia quello sottile. Le prime non sono soltanto per la superficie esterna del corpo, ma soprattutto per quella degli organi interni: pulizia dello stomaco, con inghiottimento di un pezzo di stoffa; dell'intestino crasso, tramite lavaggio anale; delle cavità nasali; eccetera.
- Posture (gli āsana): distinte in base agli effetti che producono, aspetti sia fisici sia, per così dire, miracolosi, come la sparizione dei capelli bianchi, eccetera.
- Controllo della respirazione (il prāṇāyāma): finalizzate anche al raggiungimento delle cosiddette "perfezioni", le siddhi, ovvero i poteri magici, quali ad esempio il potere di rimpicciolirsi o ingrandirsi; di essere invisibile, eccetera.
- Mudrā (lett. "sigillo"): si tratta di gesture articolate che qui coinvolgono anche il corpo, come per esempio l'ostruzione della cavità orale durante il prāṇāyāma con l'azione della lingua rivolta all'indietro; oppure le pratiche per il risucchio del liquido seminale dopo il coito.

Col tempo e con la costanza, assicurano i testi, oltre a fortificare il corpo e concedere poteri extra-ordinari, queste tecniche favoriscono l'ascesa di Kuṇḍalinī e dunque l'ottenimento del samādhi.
Kuṇḍalinī Yoga

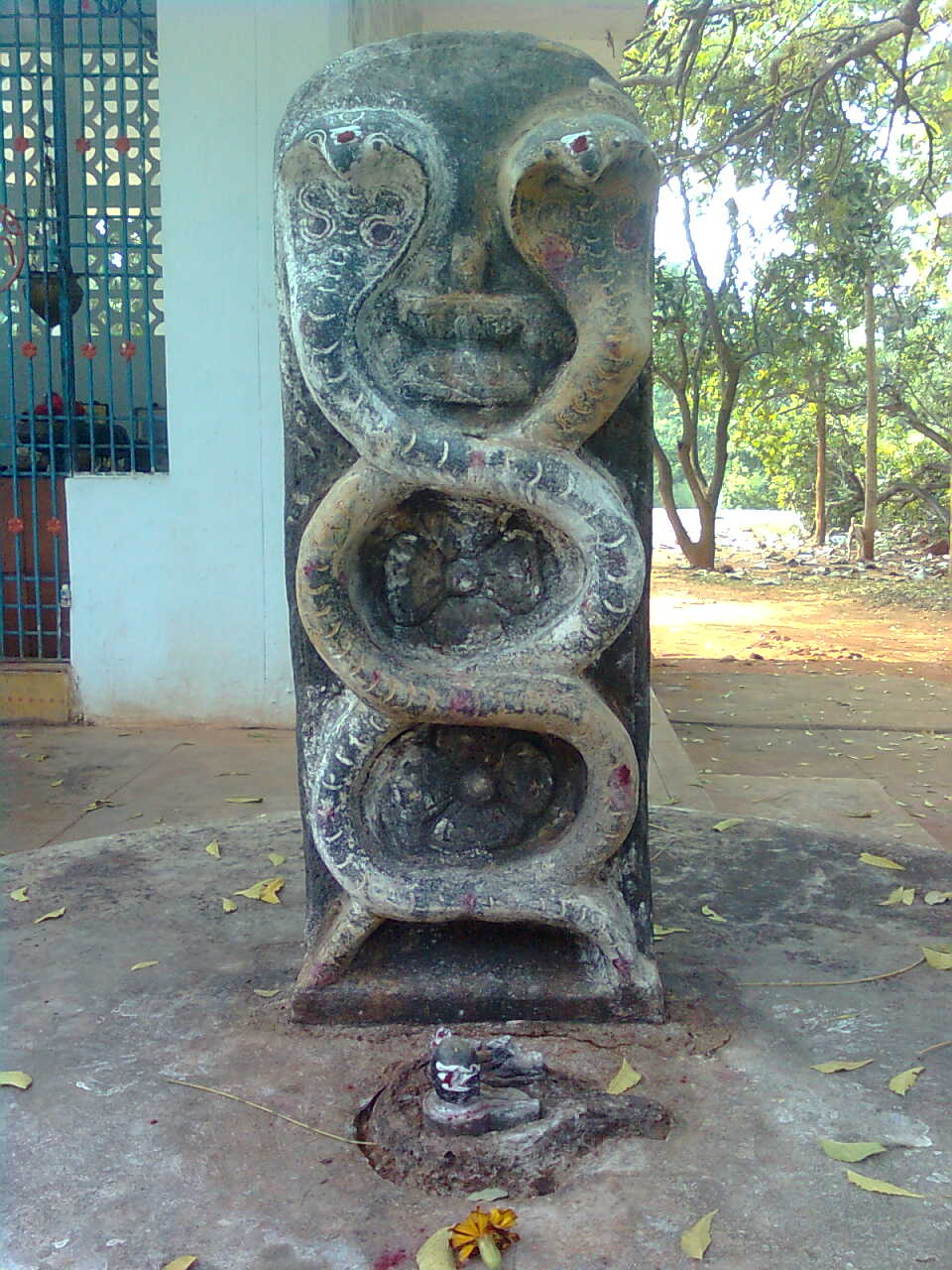
Altorilievo presso Anandapuram, nel distretto di Visakhapatnam, sud-est dell'India. L'immagine testimonia la sopravvivenza dell'antichissimo culto dei serpenti, qui raffigurati in una coppia che corrisponde alla raffigurazione tradizionale delle due nāḍī laterali, iḍā e piṅgalā; al centro si distingue un asse ideale con due fiori che rimandano ai cakra, e in alto il liṅga, "segno" di Śiva. Si noti sul suolo un secondo liṅga posizionato nello yoni, simbolo della Dea.

L'espressione "Kuṇḍalinī Yoga" è molto probabilmente di uso non tradizionale, e gli studiosi la associano a varie discipline o pratiche che riguardano, come il termine kuṇḍalinī suggerisce, la "manipolazione" di questa energia cosmico-divina che alcune tradizioni tantriche ritengono essere presente nel corpo umano normalmente in uno stato quiescente. In quanto tale, anche lo Haṭha Yoga è una forma di Kuṇḍalinī Yoga, sebbene la sua attenzione possa sembrare rivolta soltanto alla preparazione del corpo. L'accedemico francese André Padoux riferisce infatti come taluni preferiscano chiamare Kuṇḍalinī Yoga lo Haṭha Yoga: L'indologo tedesco Georg Feuerstein fa notare come altri identifichino il rituale del Bhūtashuddhi con il Kuṇḍalinī Yoga. Si tratta di un rito visionario nel quale il praticante effettua la "dissoluzione" (laya) degli elementi ultimi della materia del proprio corpo (mahābhūta) l'uno nell'altro, fino a farli riassorbire nella Divinità Suprema. Essendo però questo un rito che contempla la dissoluzione degli elementi e non coinvolge direttamente la Kuṇḍalinī, esso è più correttamente inquadrato come appartenente allo "Yoga della dissoluzione", il "Laya Yoga", espressione, questa sì, di uso tradizionale. Vari testi infatti, tra i quali la tarda Yogaśikhā Upaniṣad, classificano quattro forme di Yoga come principali: il Raja Yoga, ovvero lo Yoga classico di Patañjali e dei suoi commentatori; lo Haṭha Yoga, lo Yoga della forza, di cui si è discusso in precedenza; il Laya Yoga, lo Yoga della dissoluzione; il Mantra Yoga, lo Yoga che propone come via di realizzazione spirituale la recitazione dei mantra.
Classificazioni e nomenclatura a parte, le pratiche del Kuṇḍalinī Yoga si distinguono dal ruolo determinante che vi svolge il corpo sottile, o corpo yogico, e dal fatto che la salvezza è intesa come il risultato dell'ascesa di Kuṇḍalinī in questo corpo sino al suo ricongiungimento con Śiva. Distinguendo dalle pratiche dello Haṭha Yoga, che storicamante sono appannaggio dell'ordine śaiva dei Kānphaṭa, restano le tradizioni tantriche che fanno capo all'ordine dei Kāpālika, evolutesi successivamente in quel variegato alveo di tradizioni e scuole che va sotto il nome di Kula. L'indologa francese Lilian Silburn, che a lungo si è occupata di queste tradizioni, così commenta l'argomento:
(Lilian Silburn, in Silburn 1997, p. 69)
L'indologa elenca i seguenti metodi: distruzione del pensiero dualizzante; interruzione del soffio; frullamento dei soffi; contemplazione delle estremità; espansione della via mediana. A questi vanno considerati aggiunti metodi di intervento "esterni", quali la cosiddetta "pratica del bastone" e l'iniziazione mediante penetrazione.
Laya Yoga
Il sostantivo maschile sanscrito laya sta per "dissoluzione", e il riferimento è agli elementi costitutivi del cosmo. Il Laya Yoga è una pratica che mira al "riassorbimento" di questi elementi in uno stato prespaziale e pretemporale della materia, là dove gli effetti del karma si annullano.
Secondo la visione del Sāṃkhya, la scuola filosofica cui lo Yoga fa riferimento, la materia cosmica (la prakṛti) dà luogo a tutto ciò che nell'universo esiste, sia materiale sia mentale, svolgendosi in una serie di elementi che sono alla base di ogni manifestazione. "Riassorbire" questi elementi, "dissolverli" nell'unità indifferenziata della prakṛti, vuol dire, secondo il Laya Yoga, tornare in uno stadio originario al di là del ciclo delle rinascite (il saṃsāra), ottenendo così la liberazione.
Il Laya Yoga fa uso di pratiche immaginative, inserite ovviamente in un preciso contesto religioso tradizionale. Secondo il Bhūtashuddhi Tantra, ad esempio, l'elemento terra governa l'area del corpo umano fra i piedi e le cosce; l'elemento acqua l'area fra le cosce e l'ombelico; l'elemento fuoco l'area fra l'ombelico e il cuore; l'elemento aria l'area fra il cuore e la fronte; l'elemento etere infine l'area fra la fronte e la sommità del capo. Il praticante dovrà visualizzare la dissoluzione della terra nell'acqua; dell'acqua nel fuoco; del fuoco nell'aria; dell'aria nell'etere. Quindi egli procederà dissolvendo l'etere via via negli elementi superiori.
Mantra Yoga
Il Mantra Yoga è descritto in numerosi testi di epoca tarda, quali la Mantrayoga Saṃhitā (XVII-XVIII sec.), la Yogatattva Upaniṣad (successiva al XIV sec.), la Mantra Kaumudī, ecc. La disciplina propone come via di realizzazione spirituale la recitazione dei mantra.
Nelle tradizioni tantriche i mantra rivestono un'importanza primaria, essendo considerati la forma fonica di una divinità. Il loro uso è pressoché costante nella vita di un tāntrika, sia nei vari culti e riti, sia nelle attività profane. Un mantra lo si riceve dal proprio guru, non lo si può apprendere per ascolto o tramite lettura, e il loro uso è strettamente regolato dai testi sacri, pena la loro inefficacia.
L'atto di enunciare un mantra è detto uccāra in lingua sanscrita; la sua ripetizione rituale va sotto il nome di japa, ed è di solito praticata servendosi dell'akṣamālā, un rosario risalente all'epoca vedica. Associato all'uccāra è il controllo della respirazione, mentre è frequente l'accompagnamento del japa con pratiche visionarie e con una precisa gestualità, le mudrā. Uno dei significati del termine uccāra è "movimento verso l'alto", e difatti in alcune pratiche di visualizzazione interiore il mantra è immaginato risalire nel corpo del praticante lungo lo stesso percorso della kuṇḍalinī.
È il caso, ad esempio del "Seme del Cuore", il bījamantra SAUḤ, dove: S è sat ("l'essere"), cioè l'Assoluto al di là della trascendenza e dell'immanenza; AU è l'insieme delle tre energie che dànno luogo alla manifestazione cosmica: volontà, conoscenza e azione; Ḥ è la capacità di emissione di Dio, in questo caso Śiva nella sua ipostasi Bhairava: स (SA) + औ (AU) + visarga = सौः (SAUḤ). Il mantra simboleggia quindi sia la manifestazione del cosmo presente in potenza in Dio, sia la sua immanenza nel mondo. SAUḤ è l'universo indifferenziato, unione di quiescenza ed emergenza, coscienza interiorizzata del divino, simbolo del cuore di Bhairava. Nell'enunciazione di questi tre fonemi, il praticante, con attenzione alla respirazione, visualizza l'ascesa di kuṇḍalinī nel proprio corpo, facendo così ritornare l'energia in Dio, nel suo "cuore".
Il raggiungimento dell'unione cosmica non è un processo di facile realizzazione. Il filosofo indiano Abhinavagupta (X – XI sec.) descrive con abbondanza di particolari le manifestazioni fisiche che lo yogin sperimenta in tal caso:
(Abhinavagupta, Tantrāloka, V.100b-104; in Luce delle scritture (Tantraloka), a cura di Raniero Gnoli, UTET, edizione elettronica De Agostini, 2013)
La vibrazione cui il filosofo allude è altrove paragonata al «ventre del pesce», che senza sosta si contrae e decontrae, metafora dei processi di emissione e riassorbimento del cosmo, due delle operazioni cosmiche di Śiva che lo yogin realizzato compie essendo ora la propria coscienza la coscienza stessa di Dio. Le tre operazioni sono: emissione, mantenimento e riassorbimento. Esse non si riferiscono soltanto all'intero processo cosmico, ma anche ai singoli dettagli della manifestazione: in ogni istante ogni elemento del cosmo è emesso, mantenuto e riassorbito nell'energia totale: «l'intero universo risiede nel Sé dello yogin».

## Origini dello Yoga

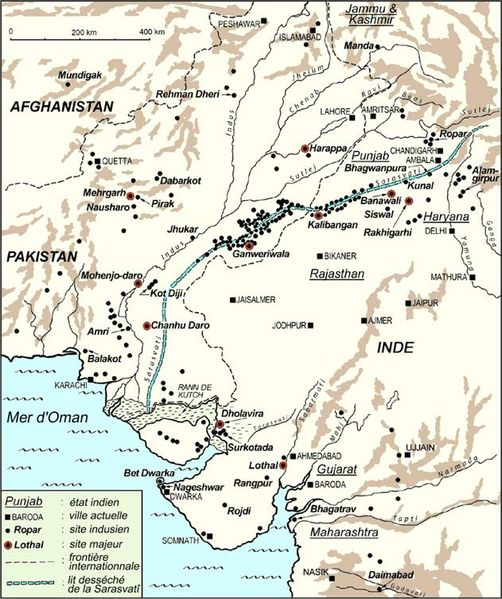
I siti archeologici della civiltà vallinda indicati su carta geografica. Le antiche città erano distribuite lungo il fiume Sarasvati, in seguito prosciugatosi.

Come si è visto, lo Yoga non appartiene alla civiltà vedica (2500 – 500 a.e.v.), anche se termini derivanti dalla medesima radice verbale del sostantivo (yuj-) risultano già attestati nelle Saṃhitā dei Veda. Come concetto riconducibile al suo significato attuale, lo Yoga fa infatti la sua comparsa nelle successive Upaniṣad vediche del periodo medio, all'incirca fra il VI e il IV secolo a.e.v., per essere poi sistematizzato come disciplina e come filosofia in un periodo non ben individuato, fra il II sec. a.e.v. e il V secolo. Dunque, in base ai testi a nostra disposizione, si può concludere che lo Yoga si sia sviluppato o comunque imposto in un arco di tempo situato a cavallo degli inizi dell'era attuale. Ciò però non può confermare la supposizione che le origini siano anch'esse collocate in questo stesso periodo: l'ipotesi contraria è legittima almeno per due motivi. Innanzitutto ci troviamo in un periodo nel quale il mezzo principale di diffusione del sapere era ancora quello della tradizione orale, mentre lo Yoga potrebbe essere sorto o sviluppatosi in fasce della popolazione non use alla scrittura o comunque lontane dal mondo bramanico, nel quale l'ufficialità religiosa era stabilita e regolata dalla casta più alta, i bramani. In secondo luogo si osserva che lo Yoga, come disciplina filosofica basata su un percorso pratico anziché sulla conoscenza metafisica, contrasta sia con la cultura vedica sia, in parte, con quella upaniṣadica:
(Mircea Eliade, in Eliade 2010, p. 334)
La tesi sostenuta dallo storico delle religioni Mircea Eliade (1907 – 1986), che a lungo si è occupato dello Yoga permanendo alcuni anni anche in India, è che proprio per questa sua tendenza verso il concreto, lo Yoga è un prodotto non della cultura vedica ma dell'India aborigena, così come lo sarebbero altri elementi che saranno caratteristici del successivo Induismo: la devozione mistico-emotiva (la bhakti); i cerimoniali individuali di adorazione delle divinità (la pūjā); la struttura iniziatica, eccetera: elementi questi peculiari di una religione del popolo e non di una classe sacerdotale elitaria. Eliade definisce lo Yoga un «fossile vivente», collocandone le origini nella cultura di quel variegato mondo autoctono che la migrazione indoariana incontrò, essendo sopravvissuto relegato negli strati più popolari, dove si sarebbe preservato grazie a una struttura settaria.

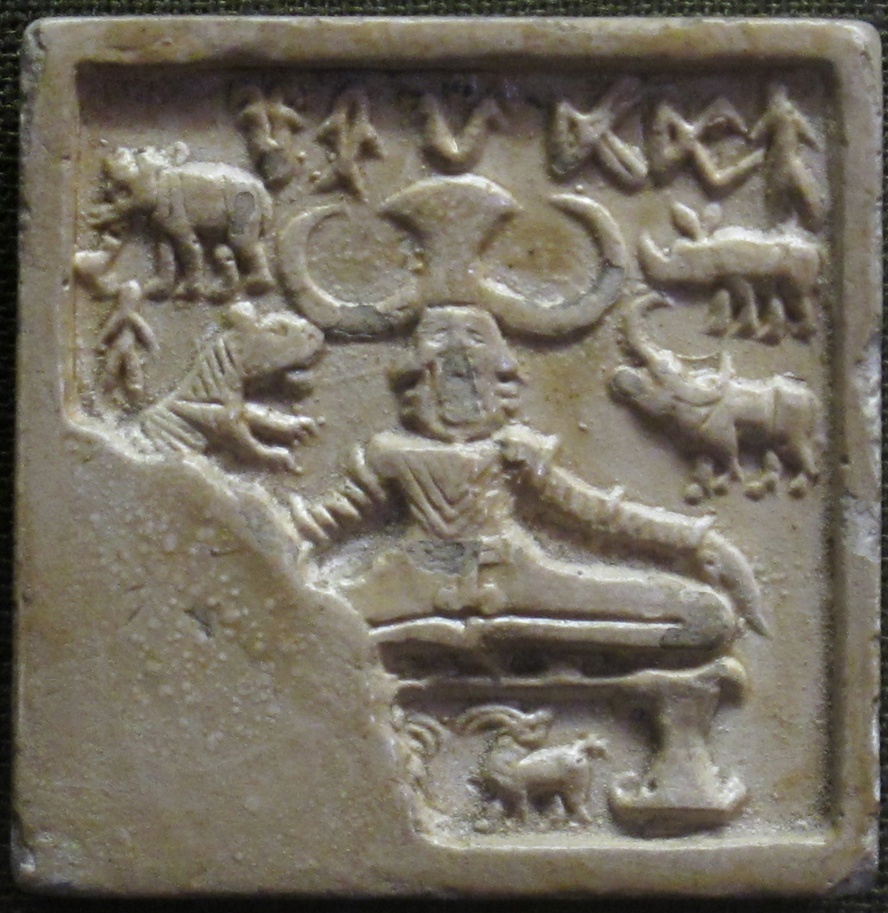
Il sigillo in steatite ritrovato a Mohenjo-daro e raffigurante probabilmente una divinità in posizione yogica.

Di parere simile era già l'orientalista tedesco Robert Heinrich Zimmer (1890 – 1943), che osservava come lo Yoga sia strettamente connesso a teorie non rintracciabili nella Ṛgveda Saṃhitā e in generale nei Veda, quali il ciclo delle rinascite (il saṃsāra) con la relativa salvezza, e il concetto di anima individuale (il jīva), aspetti invece già presenti nel primo periodo del pensiero giaina e nel buddhismo, dottrine queste che rigettano entrambe l'autorità dei Veda, lasciando pertanto ipotizzare un'origine che non può essere quella della civiltà indoaria.
Negli scavi archeologici che hanno portato alla scoperta della Civiltà della valle dell'Indo, civiltà antecedente quella vedica e collocata fra il IV e il II millennio a.e.v., sono stati ritrovati alcuni sigilli fra i quali uno che sembra raffigurare un individuo in una posizione che rimanda a quella yogica del siddhāsana o al sukhāsana. Molti studiosi hanno identificato tale rappresentazione come quella di una divinità cornuta "prototipo" del dio vedico Paśupati, il "Signore degli Animali". Erede di Paśupati è considerato essere Śiva, una delle maggiori divinità dell'Induismo, fra i cui appellativi ritroviamo Mahāyogin, il "Grande Yogin", e anche Yogiśvara, il "Signore degli Yogin". Anche se probabile, l'associazione è comunque una congettura, sottolinea l'accademico inglese Gavin Flood, mentre altri studiosi dissentono, come l'indologo finnico Asko Parpola, che ipotizza il sigillo raffigurare un toro seduto, similmente a quelli elamiti.
La ricerca delle origini dello Yoga potrà forse essere «inutile» dal punto di vista dell'indagine filosofica, come sostiene l'orientalista italiano Giuseppe Tucci, ma resta il fatto evidente che lo Yoga, provenendo da epoche remote, si è preservato fino ai nostri giorni adattandosi a ogni corrente filosofica del pensiero indiano, e non solo: la sua diffusione prima in altri paesi dell'Asia e in epoca contemporanea anche in Occidente, seppur non secondo i canoni della tradizione, mostra come questa origine vada immaginata e ammessa nell'ideale antico quanto l'uomo che lo Yoga propone, quello di «vivere in un "eterno presente", al di fuori del Tempo».